# Gradnița, Gabrovo
Gradnița (în bulgară Градница) este un sat în comuna Sevlievo, regiunea Gabrovo,  Bulgaria. 

## Demografie
Componența etnică a satului Gradnița
     Turci (48,99%)
     Bulgari (48,99%)
     Nicio identificare (2%)
     Altele (0%)
La recensământul din 2011, populația satului Gradnița era de 996 locuitori. Nu există o etnie majoritară, locuitorii fiind turci (48,99%) și bulgari (48,99%). Pentru 2,0% din locuitori nu este cunoscută apartenența etnică.